# Christian Berg (skulptör)

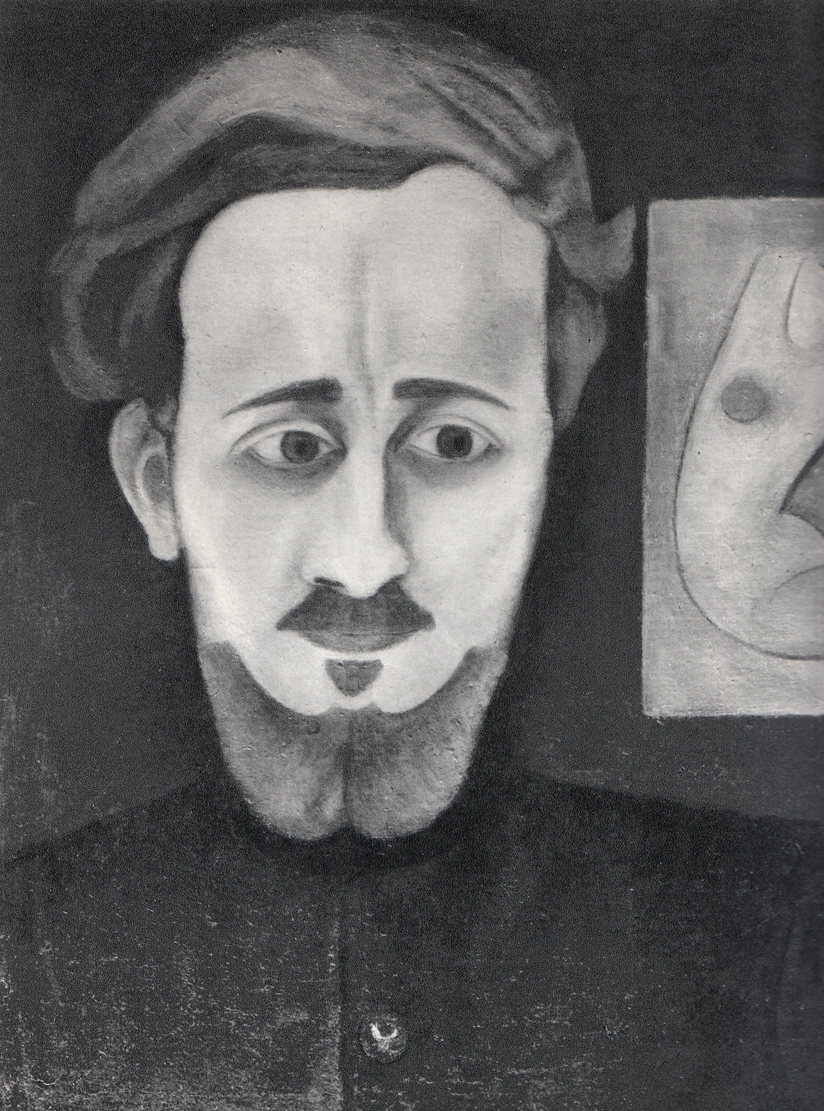
Porträtt av Christian Berg 1929.

Sten Sture Christian Berg, född 27 november 1893 i Förslövs församling, död 27 november 1976 i Stockholm, var en svensk skulptör. 
Christian Berg har blivit främst känt för sina abstrakta konstverk. Han utbildade sig på Tekniska skolan och Althins målarskola i Stockholm 1911–1914. Åren 1914–1917 studerade han på  Konstakademien och arbetade med djurmåleri i Bruno Liljefors anda. År 1921 följde studier i Berlin och Dresden och 1925 en resa till Egypten tillsammans med sin första hustru Anna Berg (fd Lindahl). Samma år bosatte han sig i Paris. 
År 1930 deltog han i Stockholmsutställningen och fick kritik för sin abstrakta kvinnotorso "Monomentalfigur", som hade gjutits i granitbetong. Figuren höggs även i mörk norsk granit och inköptes av Höganäs stad. Den avtäcktes vid stadshuset i juni 1964 i närvaro av konstnären. 
År 1939 flyttade han in i sin nybyggda ateljé på Hallandsåsen. På 1940-talet skapade han att antal porträtt, som ger en stiliserad bild av ansiktet genom att överdriva vissa moment och former. Berg menar att “genom min stilisering förstärka det naturliga intrycket och ge en sannare bild av verkligheten än något annat öga kan upptäcka”.
Tillsammans med sin andra hustru Birgit besökte han 1954 Egypten och Grekland och 1956 följde studieresor till  Grekland, Mindre Asien och Irak. På 1960-talet återfanns han igen i Grekland där ett flertal skulpturer tillkom med snäckan eller snäckfragmentet som inspirationskälla. 
Åren 1965–1966 skapade han på uppdrag av Stockholms stad skulpturen Solbåten som skulle smycka kajområdet på västra Riddarholmen, idag Evert Taubes terrass. Skulpturens stenblock kom från Idefjorden och vägde till en början 16 ton. Om Solbåten sade Berg: ”Det är en pärlemorskimrande snäckform jag arbetar med, förvandlar till något jag kallar en solbåt, som i sin vindfyllda segelform reflekterar solen och ljuset ovan, och som trots sin statiska form vill ge en vision av framåtskridande. En Nike segrande över materien”. Christian Berg är representerad vid bland annat Nationalmuseum i Stockholm, Norrköpings konstmuseum  och Kalmar konstmuseum.
Sitt skulpturala arbete beskrev han med följande ord:
| ” | Mitt skulpturala arbete är uttryck för det som griper och engagerar mig, vare sig det gäller en säregen blomma, eller en trädform, en sten eller ett snäckfragment på stranden, som man vill göra poesi av, eller man vill omskapa en figur till monumental resning, där man i proportionernas inbördes förhållande söker få fram något av allvar och religiositet. | „ |

Christian Berg är begravd på Förslövs kyrkogård.

## Bildgalleri

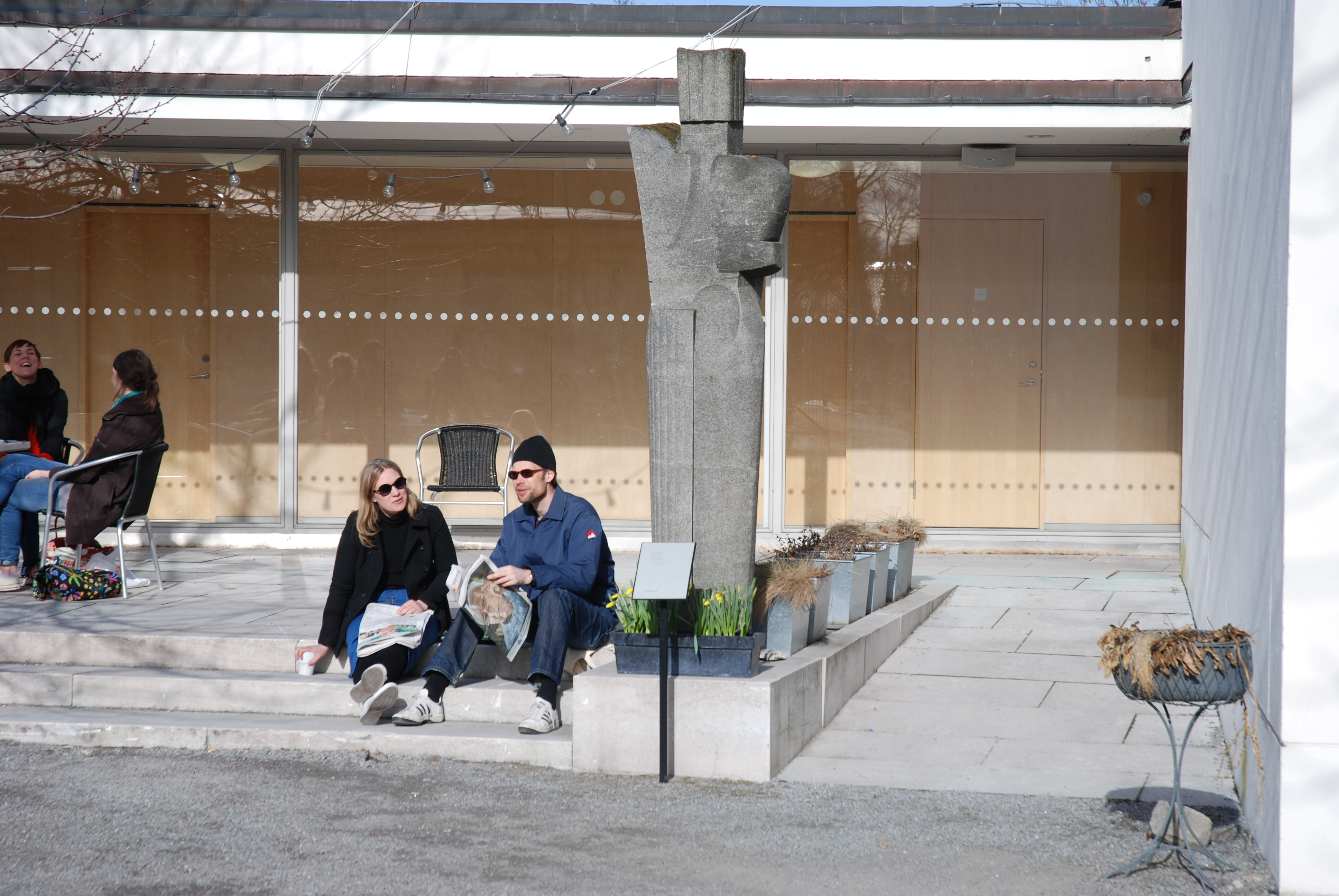
Monomentalfigur vid Moderna Museet i Stockholm
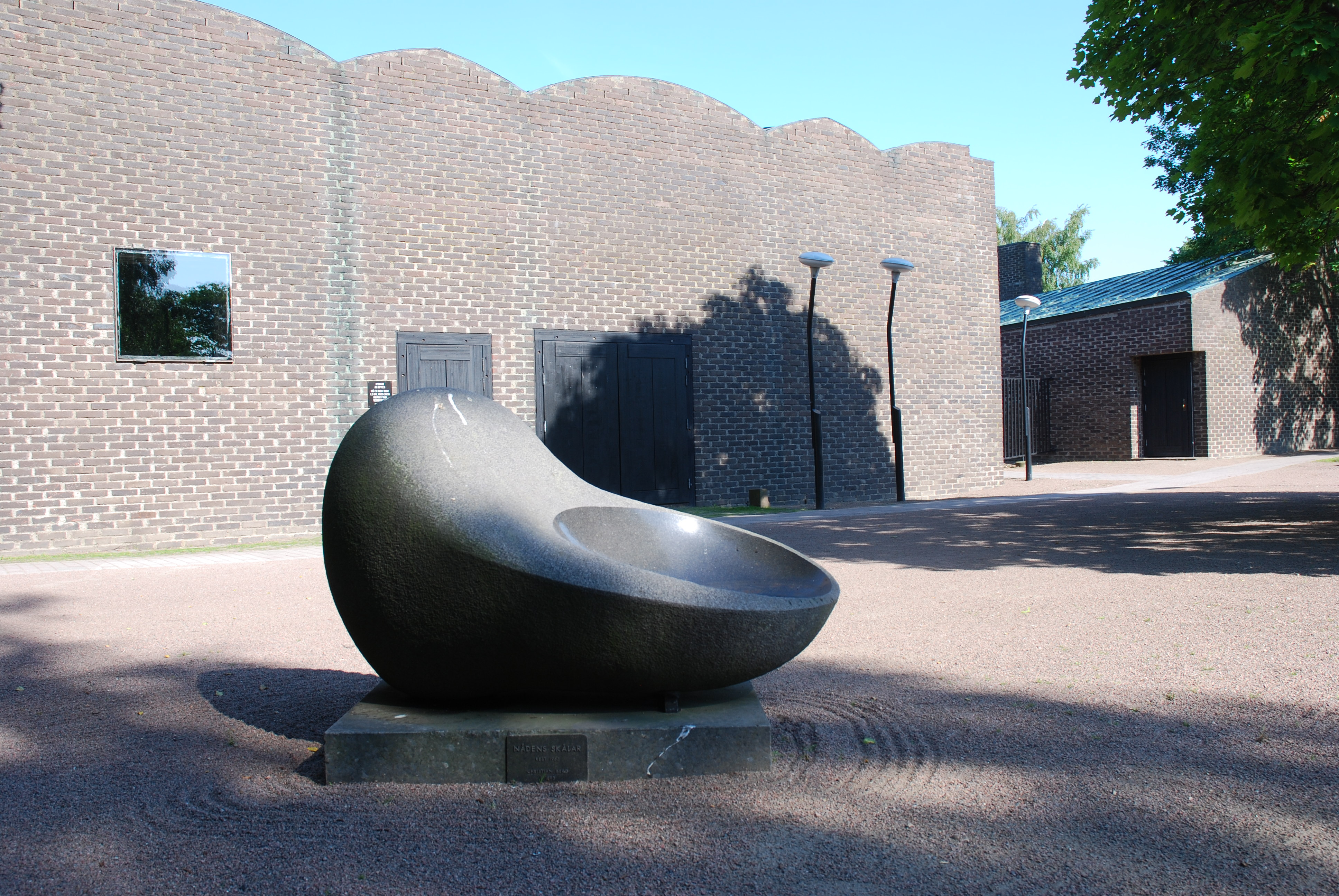
Nådens skålar vid Sankt Petri kyrka, Klippan
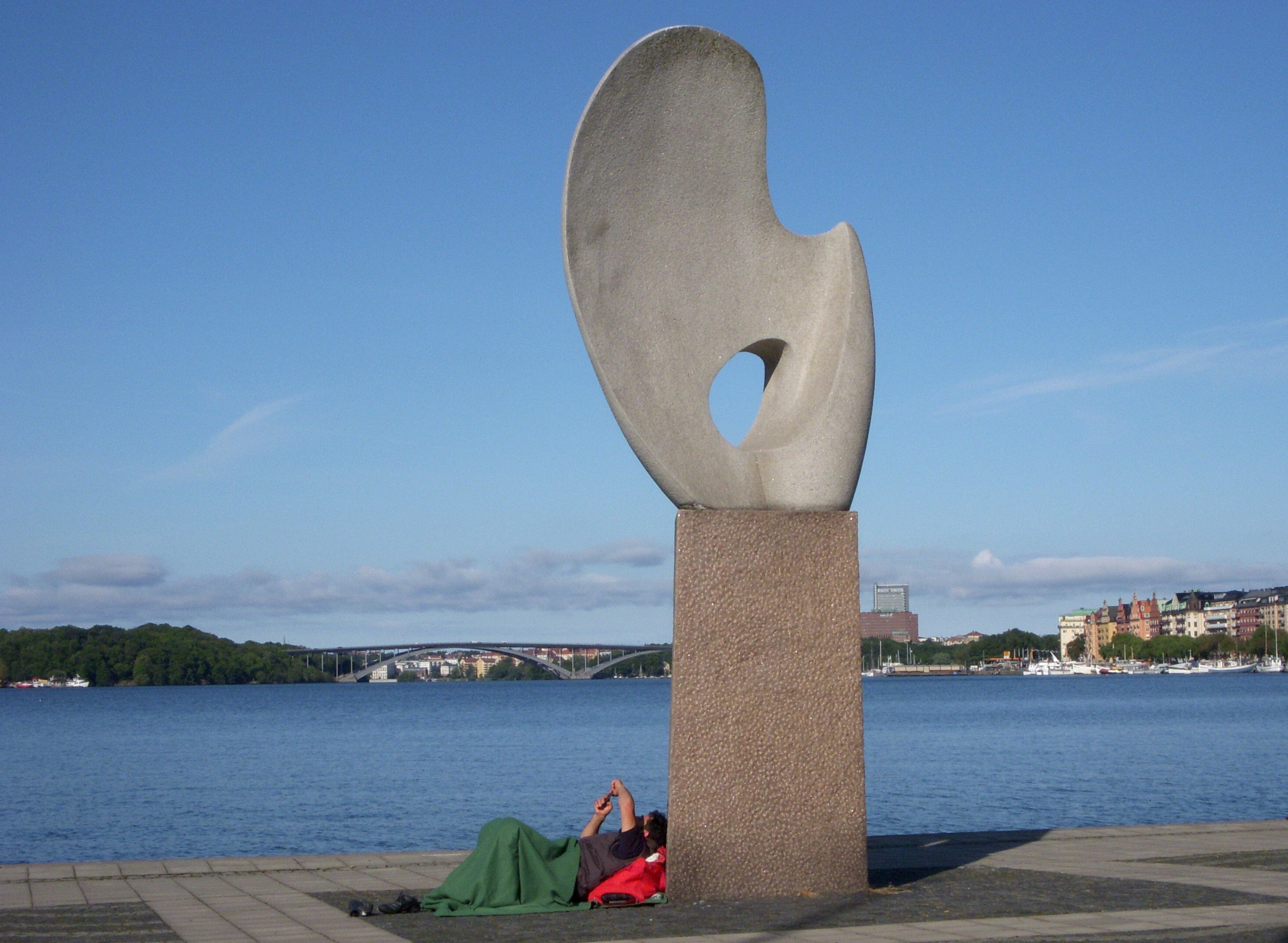
Solbåten på Riddarholmen i Stockholm
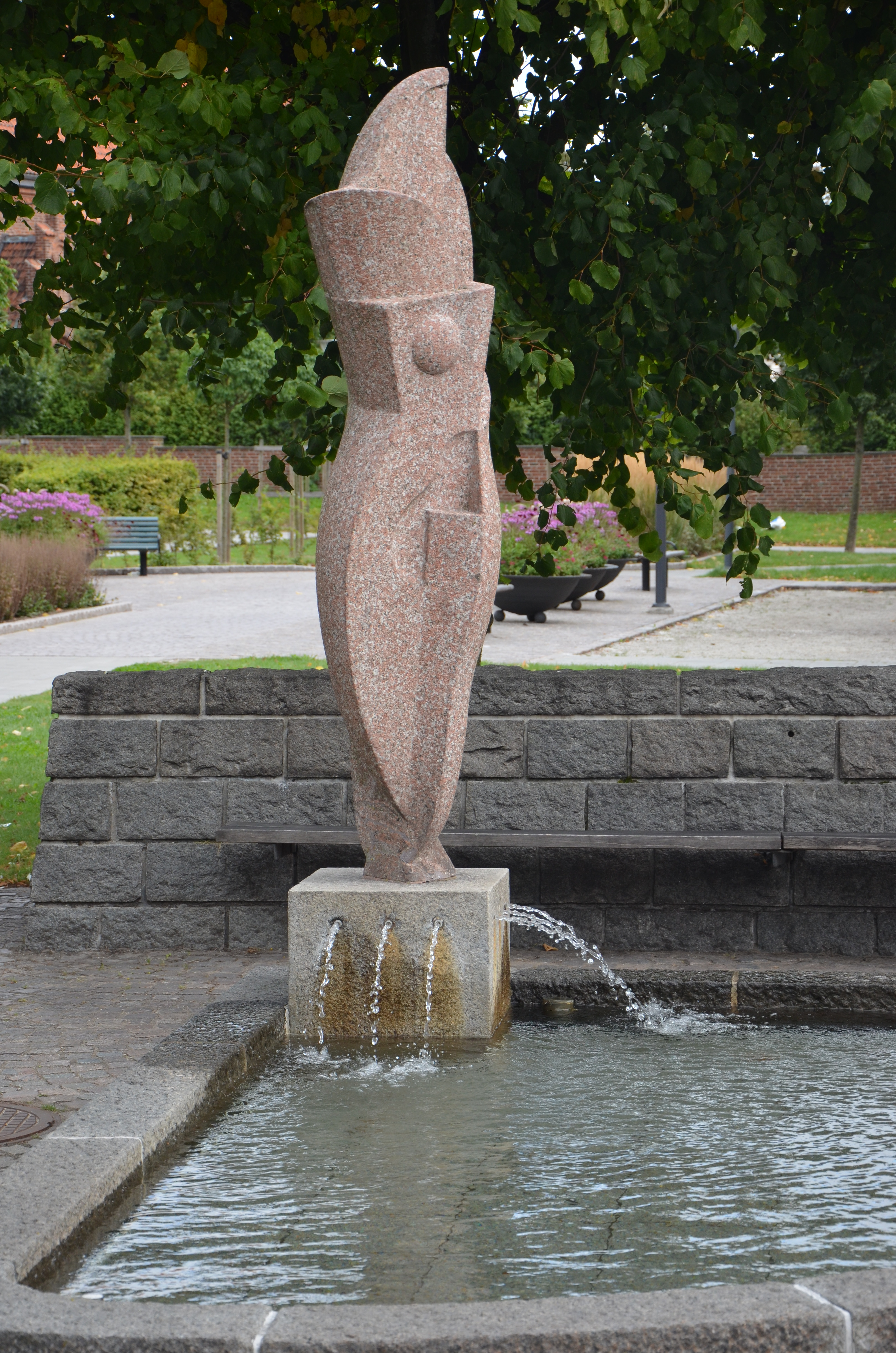
Vattenfigur vid Kiliansgatan/Skomakaregatan i Lund
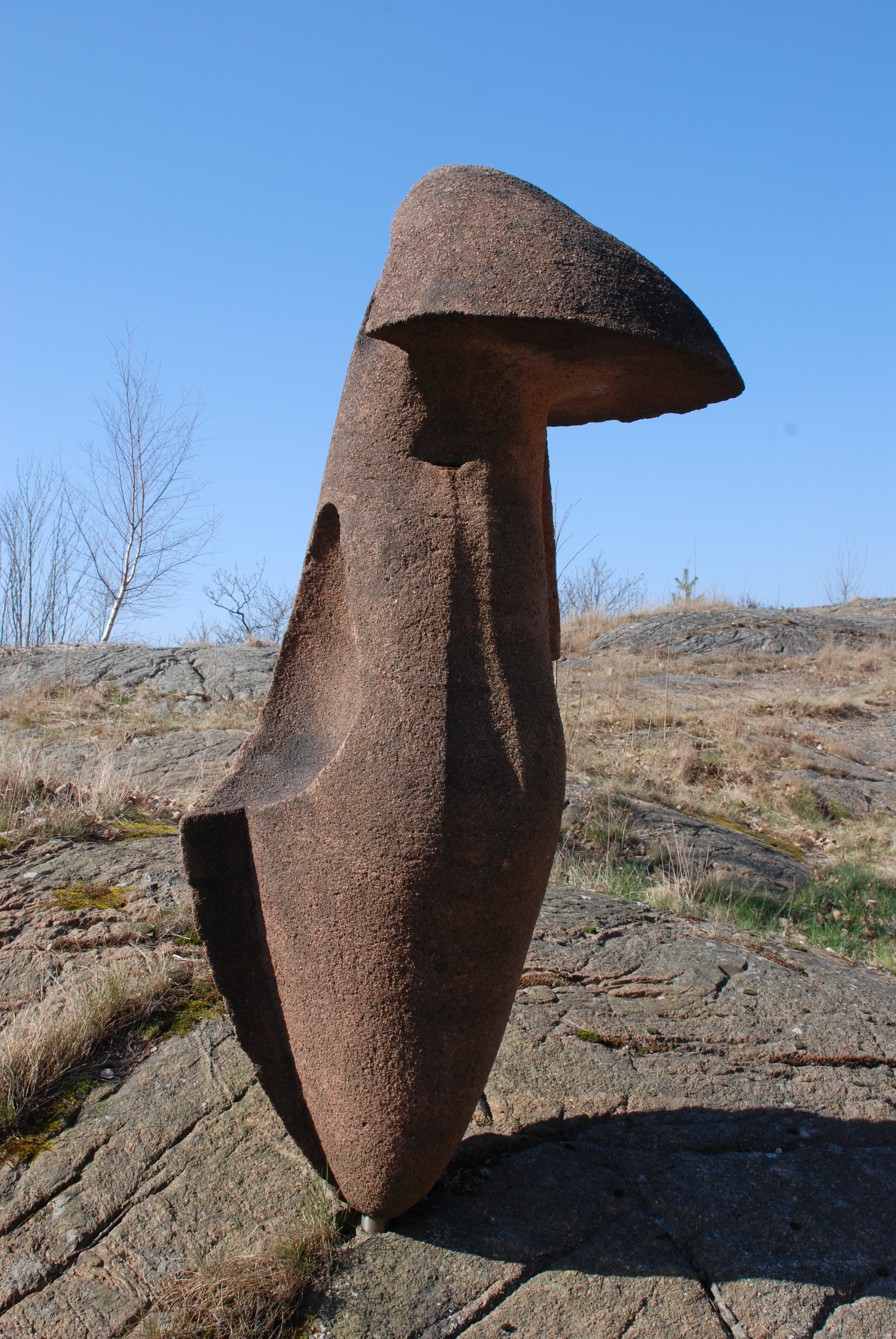
Parkskulptur II vid Medicinaregatan i stadsdelen Änggården i Göteborg, röd granitbetong, 1965
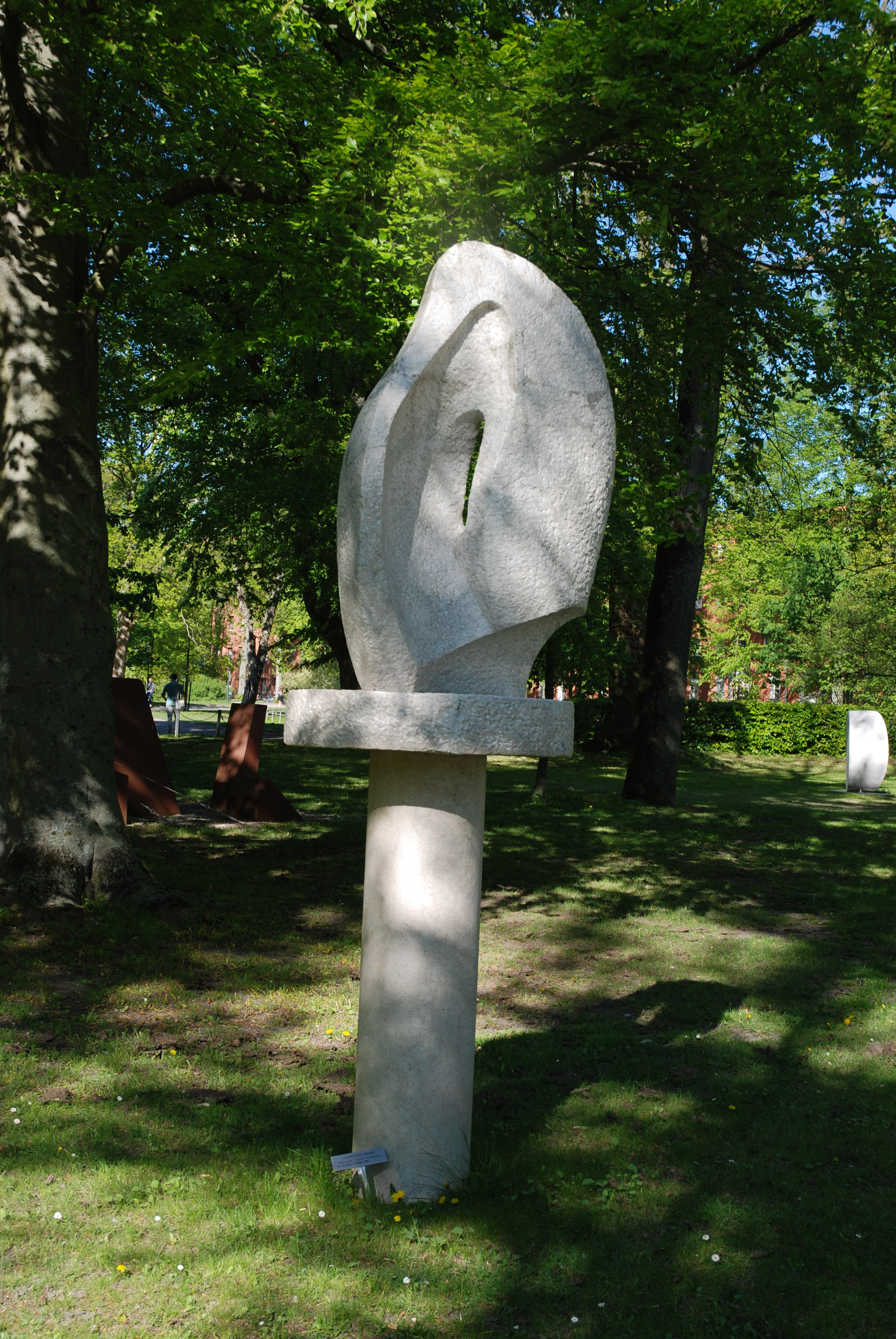
Två vindar, marmor, 1975, i Borås, här fotograferad utanför Skissernas museum i Lund
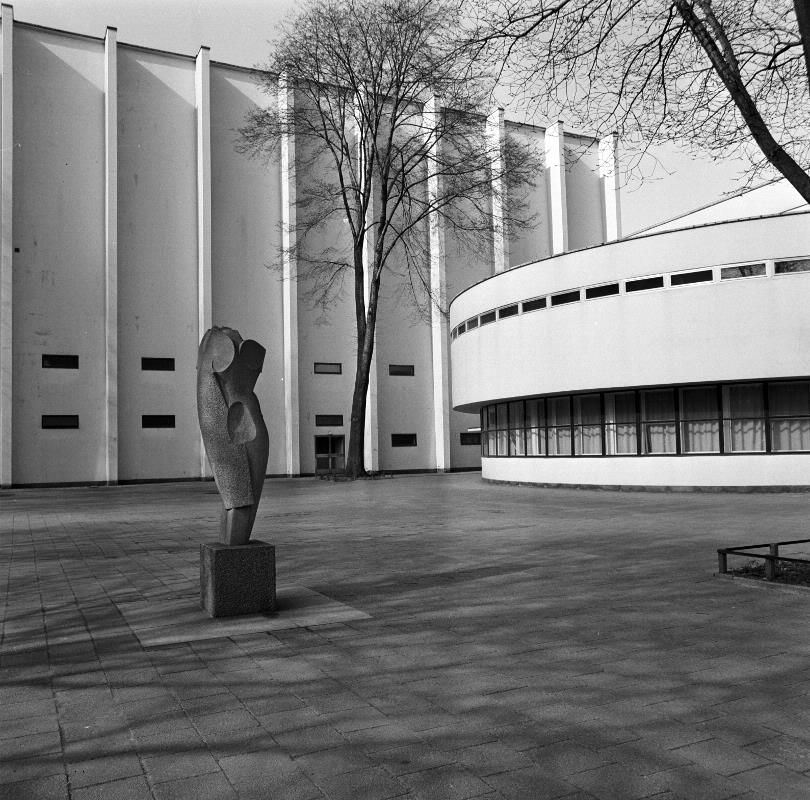
Torso framför Helsingborgs konserthus 1967.
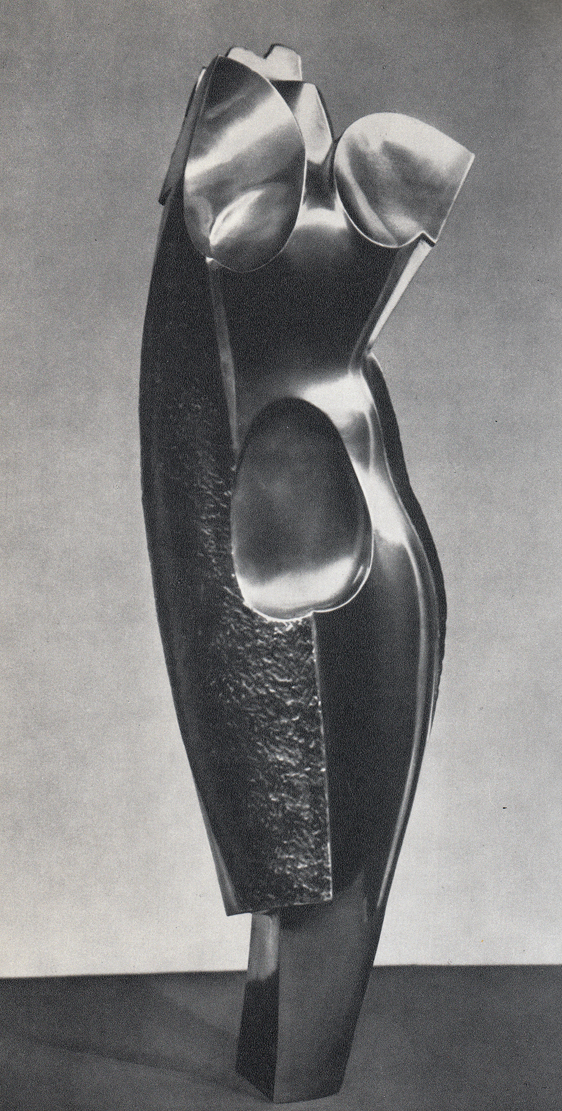
Torso statyett i brons 1929.
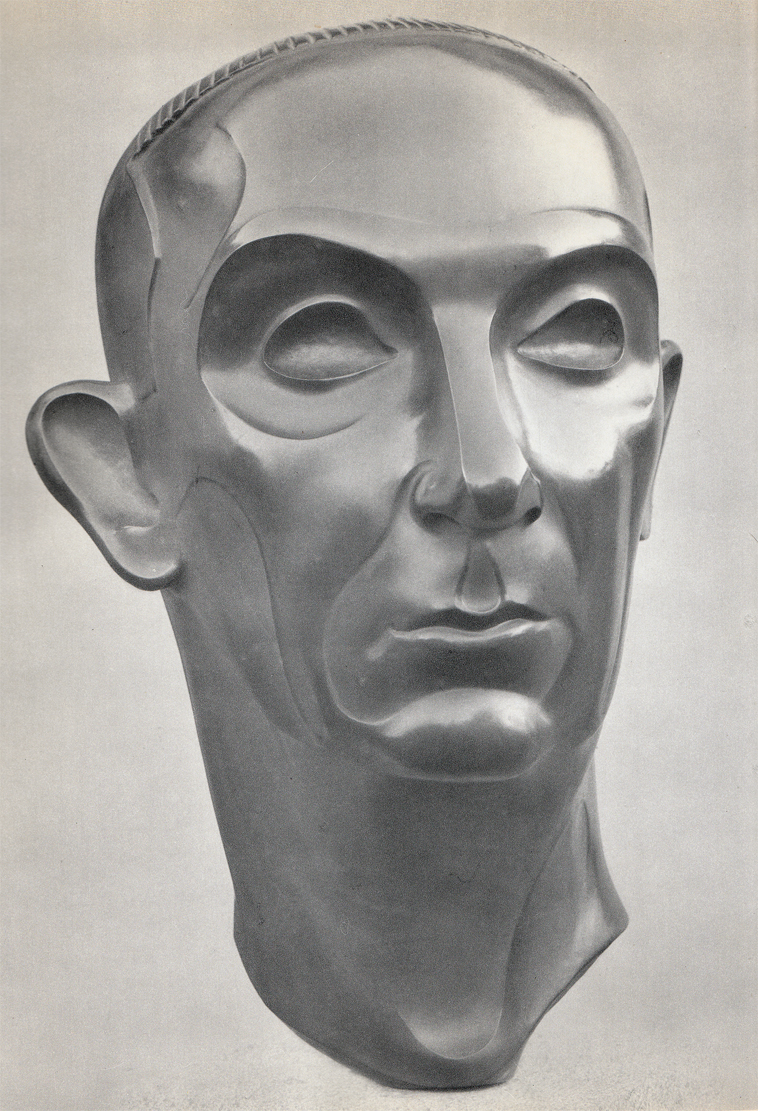
Porträtt av Wiwen Nilsson i brons 1943.
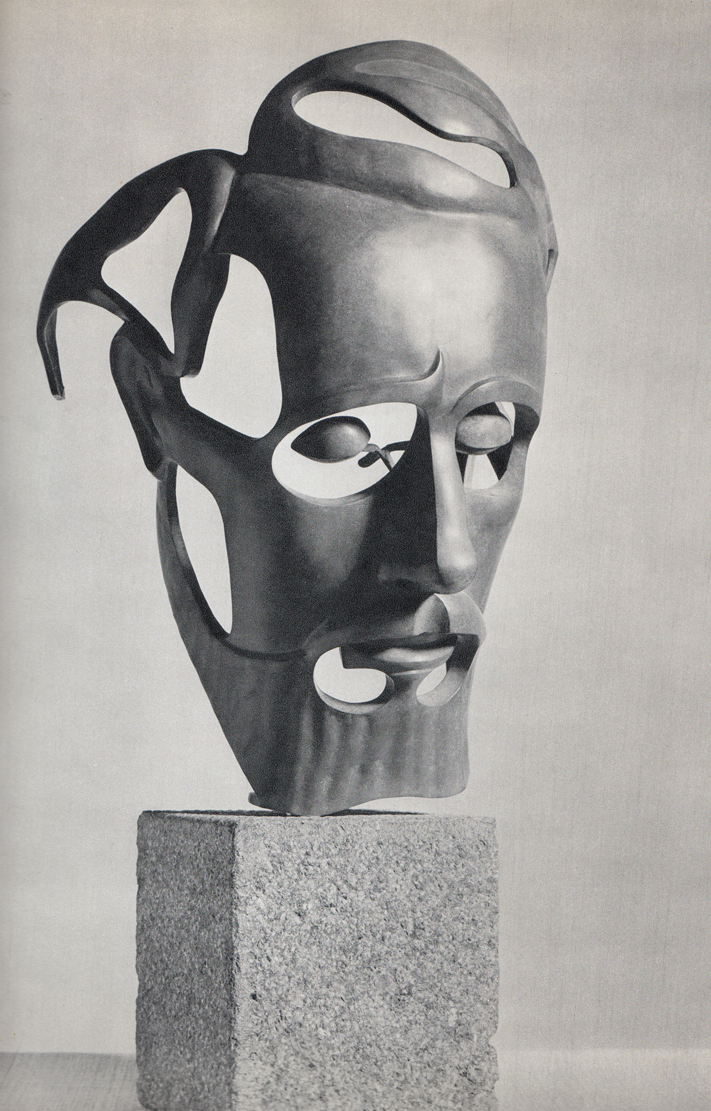
Självporträtt i brons 1941.